# Жан-Франсоа Есига
Жан-Франсоа Есига (на френски: Jean-François Exiga) е френски волейболист, либеро, състезател в националния отбор на Франция. Роден е на 9 март 1982 година. Висок е 1,76 метра. Участник на Световното първенство по волейбол през 2006 година в Япония. Клубна кариера: Аячо (2003-06), Кан (2006-).